# Mamestra freyi
Mamestra freyi là một loài bướm đêm trong họ Noctuidae.